# Edmond H. Fischer
Edmond Henri Fischer (n. 6 aprilie 1920, Shanghai French Concession⁠(d), Franța – d. 27 august 2021, Seattle, Washington, SUA) a fost un biochimist americano-elvețian. El și colaboratorul său Edwin G. Krebs⁠(d) au primit Premiul Nobel pentru fiziologie sau medicină în 1992 pentru descrierea modului în care funcționează fosforilarea reversibilă ca un comutator pentru activarea proteinelor și reglarea diferitelor procese celulare.  Din 2007 până în 2014, a fost președinte de onoare al Consiliului Cultural Mondial⁠(d).    La momentul morții sale, la vârsta de 101 ani, în 2021, el era cel mai vârstnic laureat al Premiului Nobel. 

## Tinerețe și educație
Fischer s-a născut în Shanghai International Settlement⁠(d), China. Mama sa, Renée Tapernoux, s-a născut în Franța, iar tatăl său, Oscar Fischer, s-a născut în Austria. Tatăl său a exercitat ca avocat la Shanghai în fața diferitelor instanțe consulare din oraș.  Bunicul matern al lui Fischer a fondat „ Courrier de Chine ” la Shanghai, care este primul ziar publicat în franceză în China; de asemenea, a ajutat la înființarea „l'Ecole Municipale Française” la Shanghai, unde Fischer a urmat școala primară. 
La vârsta de 7 ani, Fischer și cei doi frați mai mari ai săi, Raoul și George,  au fost trimiși la internatul elvețian La Châtaigneraie, lângă orașul natal al mamei sale, Renée Tapernoux, din Vevey. La liceu a încheiat un pact cu un prieten din copilărie, unul dintre ei va deveni medic și celălalt un om de știință și atunci vor putea rezolva multe probleme mondiale. În timp ce la liceu Fischer a fost admis la Conservatorul de muzică din Geneva, s-a gândit, de asemenea, să devină muzician profesionist.
La finalizarea liceului, Fischer a dorit să studieze microbiologia; cu toate aceestea, i s-a recomandat să studieze chimia. A studiat la Universitatea din Geneva în timpul celui de-al Doilea Război Mondial, fiind pasionat de chimia organică și a studiat biologia. A absolvit un doctorat în chimie organică sub supravegherea lui Kurt Heinrich Meyer⁠(d), care a lucrat la structura polizaharidelor și a enzimelor necesare pentru sinteza și descompunerea lor. Fischer a lucrat la alfa- amilaza.

## Carieră și cercetare
După doctorat, Fischer a plecat în Statele Unite în 1950 pentru cercetări postdoctorale. Trebuia să ocupe o funcție la Caltech, dar i s-a oferit, în mod neașteptat, și o poziție la Universitatea din Washington, Seattle. Seattle i-a amintit lui Fischer și soției sale de Elveția, așa că au ales să se stabilească acolo.
La șase luni de la sosirea sa în Seattle, Fischer a început să colaboreze cu Edwin G. Krebs⁠(d). Au lucrat la glicogen fosforilaza; Krebs și Fischer au definit o serie de reacții care conduc la activarea / inactivarea acestei enzime, declanșată de hormoni și calciu, și în acest proces descoperind fosforilarea reversibilă a proteinelor.
Explicarea fosforilării proteinelor pur și simplu reversibile funcționează astfel: o proteină kinază⁠(d) mută o grupare fosfat de la adenozin trifosfat (ATP) la o proteină. Forma și funcția proteinei sunt modificate, permițându-i să ia parte la transformarea glicogenului în glucoză, care este utilizat pentru combustibil pentru contracțiile musculare. Când proteina și-a îndeplinit rolul, o altă proteină fosfatază îndepărtează fosfatul, iar proteina revine la starea sa inițială. Acest ciclu are loc pentru a controla un număr enorm de procese metabolice. 
Pentru descoperirea cheie a fosforilării reversibile a proteinelor, Fischer și Krebs au primit premiul Nobel pentru fiziologie sau medicină în 1992.
De-a lungul carierei sale, cercetarea lui Fischer a continuat să analizeze rolul pe care l-a jucat fosforilarea reversibilă a proteinelor într-o varietate de procese celulare.

## Premii și onoruri
Fischer a câștigat numeroase premii, inclusiv Premiul Nobel pentru fiziologie sau medicină în 1992. A fost ales membru străin al Societății Regale (ForMemRS) în 2010.  A primit Premiul Werner de la Swiss Chemical Society și Prix Jaubert de la Universitatea din Geneva.  El a fost ales membru al Academiei Americane de Arte și Științe în 1972 și membru al Academiei Naționale de Științe în 1973. 